# Asphondylia fulvopedalis
Asphondylia fulvopedalis är en tvåvingeart som beskrevs av Ephraim Porter Felt 1907. Asphondylia fulvopedalis ingår i släktet Asphondylia och familjen gallmyggor. Inga underarter finns listade i Catalogue of Life.